# Valentin Antov
Valentin Ivajlov Antov (bolgár nyelven: Валентин Ивайлов Антов) (Szófia, 2000. november 9. –) bolgár válogatott labdarúgó, a Monza játékosa. Nagybátyja Anatoli Nankov, aki labdarúgó és edző.

## Pályafutása

### Klubcsapatokban
A CSZKA Szofija saját nevelésű labdarúgója. 2015. augusztus 19-én debütált az első csapatban 14 évesen, 9 hónaposan és 10 naposan az FK Szofija 2010 csapata elleni kupa mérkőzésen. 2018. április 14-én a bajnokságban is debütált a Vereja csapata ellen. Július 12-én a lett Riga csapata elleni Európa-liga találkozó volt az első nemzetközi klubmérkőzése. 2021. február 1-jén a szezon végéig kölcsönbe került az olasz Bologna csapatához, vásárlási opcióval. Március 3-án mutatkozott be a Cagliari Calcio elleni bajnoki mérkőzésen. 2021. augusztus 27-én egy szezonra kölcsönbe került a Monza csapatához vásárlási opcióval. Szeptember 21-én az AC Pisa ellen debütált. 2022. május 29-én érvényesítették a szerződését..

### A válogatottban
2019. március 25-én mutatkozott be Bulgária labdarúgó-válogatottjában a Koszovó elleni 2020-as labdarúgó-Európa-bajnokság selejtező mérkőzésén, amikor a 80. percben Georgi Kosztadinov cseréjeként pályára lépett. 2022. szeptember 23-án megszerezte első gólját Gibraltár elleni Nemzetek Ligája találkozón.

## Sikerei, díjai

### Klub
- CSZKA Szofija II
  - Bolgár harmadosztály bajnok: 2015-16
- CSZKA Szofija
  - Bolgár kupa: 2015-16, 2020-21

### Egyéni
- Az év fiatal bolgár labdarúgója: 2018
- Az év fiatal bolgár első osztály védője: 2020

## Külső hivatkozások
- Valentin Antov adatlapja a Transfermarkt oldalán (angolul)
- Valentin Antov adatlapja a Soccerway oldalon (angolul)
- Valentin Antov az UEFA adatbázisában (angolul)